# Constitutio Criminalis Carolina

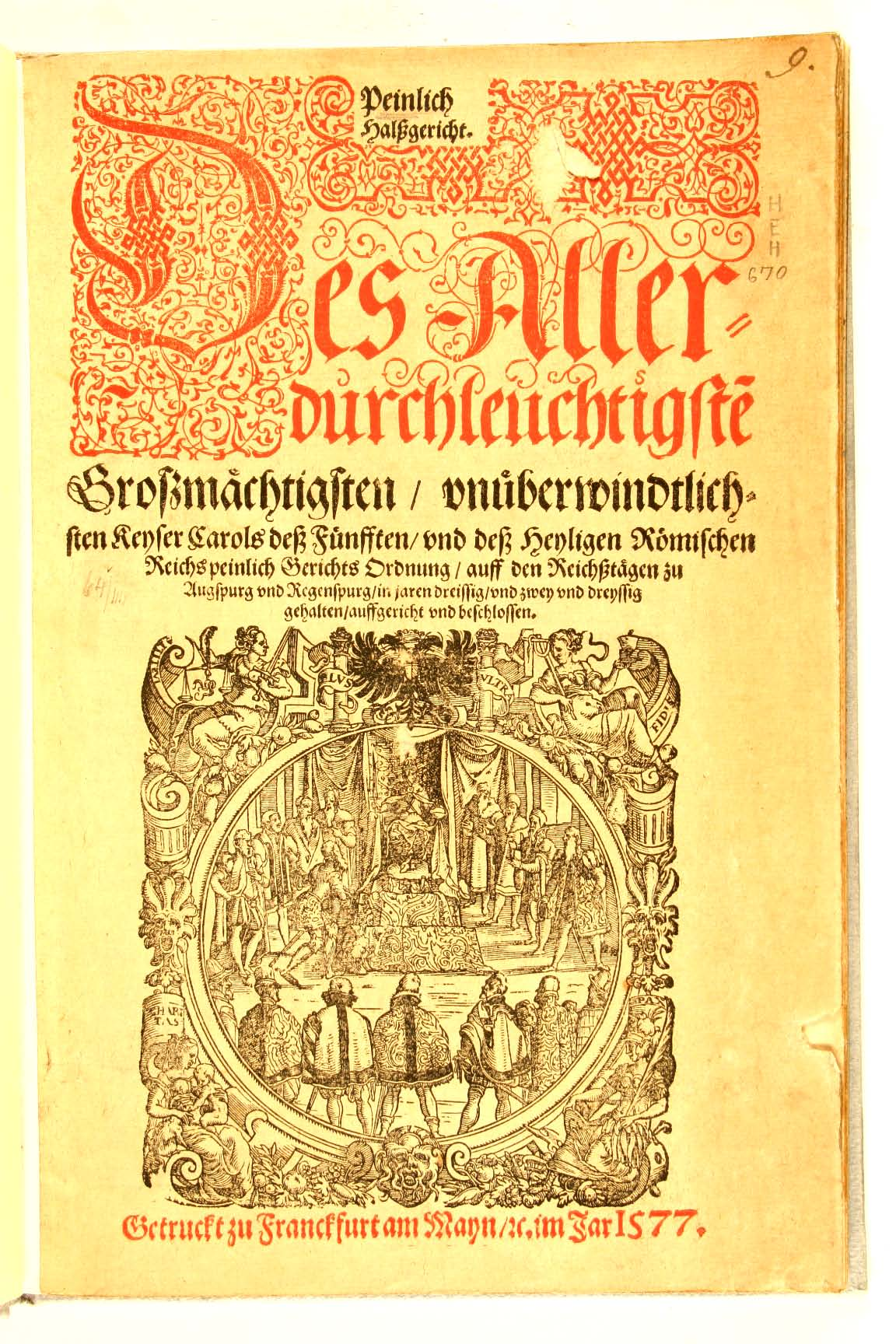
Копія: Франкфурт, Д.Шмідт. Verlegung Sigmund Feyrabends, 1577

Кароліна (лат. Constitutio Criminalis Carolina або скорочено, C.C.C., німецька назва — Peinliche Gerichtsordnung Karl’s V, або скорочено, P.G.O.) — ухвалене 1532 року й опубліковане 1533 року Кримінально-судове укладення Священної Римської імперії німецької нації. Отримала назву на честь імператора Карла V (1519—1555).
Будучи єдиним загальноімперським законом роздробленої Німеччини, Кароліна мала на меті упорядкувати кримінальне судочинство у місцевих судах. Дане Укладення є одним з найповніших кодексів кримінального законодавства XVI століття. Весь кодекс був побудований на презумпції вини, тобто звинувачуваний сам мав доводити свою невинуватість.
Видано його було через три роки після завершення селянської війни в Німеччині, відрізнявся суворістю, навіть жорстокістю мір покарання. Діяв до кінця XVIII століття.

## Передумови
Кароліна поклала початок загальному німецькому кримінальному праву, на відміну від римського права що мало застосування у різних німецьких країнах, та від партикулярного права окремих держав.
До кінця XV століття становище кримінального права та правосуддя було у гіркому стані. За відсутності кодифікації плутанина була такою, що відсилання справ (Actenversendung) для постановки вироку й отримання нижчим судом повчання (Belehrung) від вищого, більш знайомого з правом, було звичайним та необхідним явищем. Вся справа правосуддя, направлена на те, щоб через тортури отримати від підсудного зізнання в злочині, часто призводило до самочинства та підрахунку формальних доказів. Про права підсудного не було й мови. Усвідомлення цих недоліків вело до спроб кодифікувати і частково створити нові норми кримінального права і процесу.

## Ранні кодекси
У 1498 році з'являється кодекс під ім'ям Вормська реформація (нім. Wormser Reformation); це — переважно процесуальний кодекс, у своїй останній частині присвячений матеріальному праву.
Вормська реформація багато в чому відокремлюється від римського права і вводить нові норми, переважно німецького походження. Цей пам'ятник має велике значення, оскільки ним було покладено початок німецькому напрямку в кримінальному праві, та у зв'язку з ним перебувають інші партикулярні кодекси, що призвели у подальшому до видання загальнонімецького укладення, яким є Кароліна.
У 1499 році видається Тірольський кримінальний статут (нім. Tyroler Malefiz ordnung), у 1506 — Радольфцельський (нім. Halsgerichtsordning von Radolphzell), потім ціла низка інших укладень, що мали на меті встановити точний порядок провадження кримінальних справ й частково визначити коло діянь, що караються стратою.
Паралельно з цим рухом партикулярного законодавства йде також і прагнення загальноімперських органів створити загальні норми, обов'язкові для всієї імперії. До рейхстагів доходили постійні скарги про випадки засудження невинуватих, про надто широке застосування страти. У 1498 році рейхстаг, що зібрався у Фрейбурзі, ухвалив резолюцію про необхідність видати загальний для імперії статут провадження кримінальних справ; те саме повторилось і на рейхстазі в Аугсбурзі у 1500 році.
1507 року з'яилось Бамберзьке укладення (нім. Bambergensis), складене видатним для свого часу діячем, Іоганном Шварценбергом. Його було надруковано 1507 року (в типографії Ганса Пфейля в Бамберзі), воно отримало велике розповсюдження, швидко ставши популярним.
У 1516 році в Бранденбурзі видається укладення (нім. Brandenburgensis), що є майже повним наслідуванням Бамберзькому. Бамберзьке укладення називають mater Carolinae, Бранденбурзьке — soror Corolinae. Це останнє і стало в основу Кароліни, що мала два проекти (1521 і 1529), й було остаточно розглянуто на рейхстагах в Аугсбурзі та Регенсбурзі у 1532 році. Кодекс було віддруковано 1533 року.

## Структура
Структурно Кароліна складається з преамбули, передмови до кримінально-судового укладення та двохсот дев'ятнадцяти статей, пронумерованих римськими цифрами від I до CCXIX.
Деякі статті згруповано та мають спільний заголовок. Окремі статті розбито на параграфи. Всі статті зібрано до тематичних розділів.
Таким чином, загальна структура Кароліни виглядає так:
- Преамбула (від імені Карла V)
- Передмова до кримінально-судового укладення
- Статті I—XXXII — загальні положення судочинства
- Про докази, що стосуються окремих видів злочинів: в кожній статті вказано доброякісні докази подібних злочинів, достатні для допиту під тортурами (статті XXXIII — XLVII)
- Яким чином ті, що на допиті під тортурами зізнаються в злочині, мають бути потім поза тортурами допитані про інші обставини (статті XLVIII — CXXIX)
- Далі йдуть статті про інші злісні вбивства й про покарання злочинців (статті СХХХ — CLVI)
- Далі йдуть деякі статті про крадіжку (статті CLVII — CXCII)
- Заключні частини усілякого вироку (починається розділ з окремих параграфів, статті CXCIII — CXCVII)
- Інші заключні частини усілякого вироку (статті CXCVIII — CCXIX).

Хоча це структурно не виділено, але починаючи зі статті CLXXVI знову йдуть загальні положення про судочинство (про деякі особливості суб'єктів злочину, протоколювання, про судові розтрати та ін.)

## Зміст
Кароліна написана за принципом: «Не може бути визнано злочином те, що не є злочином за римським правом й за чинним законами». Подається перелік злочинів, їх класифікація, варіанти заподіяння одного й того самого злочину та відповідно до цього зміна міри покарання.
Вказується, що «в даному Нашому Укладенні не можуть бути згадані й описані всі непередбачені випадки судових рішень і покарань» й тому суддям і судовим засідателям наказувалось у всіх «непередбачених й незрозумілих випадках» звертатись за вказівками з тлумачення Укладення до законознавців у вищих школах, містах, громадах. Заборонялось як покарання призначати страту, якщо це не відповідало вказаному в Кодексі виду покарання. Суддям дозволялось застосовувати до злочинця «тілесні покарання, задля того, … щоб покараному було збережено життя».
У постановах, що стосуються матеріального права, помітно прагнення до примирення суб'єктивного начала римського права з об'єктивним — німецького; це виявляється у покараннях, але в меншій мірі, замахів та пособництва, та в особливому зазначенні на навмисність як необхідну ознаку злочину. Головним родом покарання слугує страта.
Вказується достатня кількість форм страти. Кожна з цих форм співвідносилась із тяжкістю заподіяного злочину й призначалась «згідно з добрими звичаями кожної країни». Іноді наполегливо рекомендувалось застосовувати жорсткішу міру покарання «заради більшого залякування».
Кароліна не була призначена для повної заміни римського права; у багатьох статтях цього укладення підтверджується його дія, в інших статтях зроблено посилання на думки юристів, які мали давати висновки, керуючись римськими джерелами. Кароліна не знищила і значення партикулярного законодавства окремих країн; вона містить в собі так звану сальваторну клаузулу (лат. clausula salvatoria) про те, що виданим укладенням не знищуються «розумні» звичаї, якими князям, курфюрстам і станам надається право керуватись у подальшому.
Незважаючи на помітний вплив канонічного права, єретика (Ketzerei) не згадується в Кароліні.

### Кримінально-процесуальна частина
Процесуальна частина кодексу також свідчить про зміну правоусвідомлення. Пом'якшення інквізиційного порядку й нормування звинувачувального порядку — для незначної категорії справ — точніше визначення випадків та умов застосування тортур, визначення прав захисту й обмеження інституції «пересилання актів» — такі відмінні риси Кароліни.
Було закріплено принцип виборності суддів, відповідно до якого всі судді й судові засідателі мали б обиратись із «мужів набожних, гідних, розумних та досвідчених, найбільш шляхетних і найкращих з тих, що є і можуть бути отримані за можливостями кожного місця». Рекомендувалось на роль суддів обирати дворян і вчених. Участь дворян у здійсненні, «відправленні правосуддя» вважалась почесною, гідною поваги справою. Й тому вони мали «особисто брати участь … як судді та судові засідателі».
В Кодексі були перелічені «загальні підозри і докази» та «доброякісні докази» скоєння злочину, за якими людину можна було заарештувати, а потім піддати тортурам.
До загальних підозр та доказів належали:
1. загальна думка оточення про людину, людські плітки, чутки;
2. випадок, коли людину бачили або застали у підозрілому, на загальну думку, місці;
3. випадок, коли винуватця бачили на місці злочину, але його не вдалось упізнати;
4. спілкування звинувачуваного з тими, хто скоїв злочин;
5. наявність у звинувачуваного приводу для скоєння злочину;
6. звинувачення постраждалого, що перебуває на смертному ложі, підтверджене присягою;
7. втеча підозрюваного (ст. XXV);
8. несподівана смерть супротивника, ворога звинувачуваного (ст. XXVI).

Але жоден з цих доказів не міг вважатись «доброякісним» окремо. Лише наявність хоча б декількох з таких доказів могла братись до уваги. До загальних доказів, кожен з яких міг слугувати приводом для арешту, належали:
1. виявлення на місці скоєння злочину речі, що належить звинувачуваному (ст. XXIX);
2. свідчення «одного єдиного доброго та бездоганного свідка» (ст. ХХХ);
3. свідчення злочинця, в яких він називає ім'я пособника, спільника (ст. XXXI);
4. розповідь самого звинувачуваного про злочин, що готується, або його погрози скоїти злочин (ст. XXXII).

Якщо був «доброякісний» доказ скоєння злочину, до підозрюваного міг застосовуватись допит під тортурами. Всі «доброякісні» докази перелічувались в Кароліні. Ними були:
1. скривавлена одежа звинувачуваного, наявність у нього зброї, предметів, які раніше були у потерпілого або вбитої людини (ст. XXXIII);
2. участь підозрюваного у відкритій бійці, нанесення ним ударів убитій людині (ст. XXXIV);
3. наявність у звинувачуваного раптового багатства, після скоєного злочину (ст. XLIII);
4. підозріла поведінка підозрюваного (XLII).

Також обов'язковою умовою були свідчення двох свідків, причому це мали бути «добрі свідки, що заслуговують на довіру» (ст. LXVII). Свідчення одного свідка вважались напівдоказом, й на підставі свідчень лише однієї людини неможна було засудити звинувачуваного.
Приймались до уваги свідчення, засновані на «особистому знанні істини», свідчення з чужих слів не враховувались (ст. LXVI). Лжесвідчення суворо каралось. Якщо це виявлялось, то лжесвідкам призначалось те покарання, яке в результаті їхніх свідчень було б призначено звинуваченому (ст. LXVIII).
В законі суворо регламентувалось застосування тортур. Без наявності достовірних доказів тортури заборонялись. А за їх застосування без відповідних доказів самі судді, влада, що допустила це, мала відшкодувати постраждалому «за безчестя, страждання та судові витрати» (ст. ХХ).
Кароліна забороняла враховувати свідчення, які давав звинувачуваний безпосередньо під тортурами. Лише свідчення, що давались через день-два після тортур, мали братись до уваги суддями та судовими засідателями (ст. LVIII).
Також заборонялось завчасно вказувати звинувачуваному обставини злочину (ст. LVI). Вважалось, що лише винна людина зможе розповісти про все, що сталось.
Якщо траплялось так, що звинувачуваний, якого піддали тортурам, так і не зізнавався у злочині й визнавався неповинним, то ані суддя, ані позивач не карались за застосування тортур до неповинної людини. Оскільки Кодекс вказував, що «згідно з правом, належить уникати не тільки скоєння злочину, але й самої видимості зла, що створює дурну славу або викликає підозри в злочинності» (ст. LXI).
Всім суддям і шеффенам (судовим засідателям) належало «під час усілякого кримінального судочинства … мати перед собою … Укладення й закони та діяти згідно з ними» (ст. LXXXIII).

### Злочини та покарання
Частина Укладення присвячена злочинам та покаранням, тобто вона виконує роль кримінального кодексу. Смертна кара застосовувалась часто. Усі її форми було прописано:
- Четвертування

- Посадження на палю

- Спалення
- Відрубання голови
- Колесування

- Повішення

- Утоплення

- Поховання живцем

Найлегшою формою смерті вважалося відрубання голови,наприклад, у випадку ненавмисного вбивства.
Для жінок належало деяке пом'якшення форми страти. Якщо чоловіка за зраду четвертували, то жінок — топили (ст. CXXIV).
Перераховані також тілесні покарання, такі як відрізання пальців, вух, язика або носа.
Від усілякої відповідальності звільнялись доносителі.
Досить рідко призначалось покарання, що полягало в ув'язненні. Воно могло бути призначене за жебрацтво (ст. CXXVIII).
Існував такий рід покарання — як вигнання з країни. Воно призначалось, зокрема, за скоєння бунту, заколоту (ст. CXXVII).
В Кароліні досить ретельно були описані випадки необхідної оборони, коли вбивця мав би бути виправданий. Подавався опис того, що таке «правомірна необхідна оборона» (ст. CXL). Але необхідна оборона мала бути доведена звинувачуваним. Якщо йому не вдавалось довести свою неповинність, він визнавався винним й ніс покарання відповідно до закону.
Описувались злочини, що не належать до випадків необхідної оборони, але тоді звинувачуваний мав бути виправданий. Тобто злочин коївся без навмисності з боку звинувачуваного та не з його вини. Випадок, коли цирульника, що голив комусь бороду штовхали ззаду під руку й він випадково перерізав горло тому, кого він голив (ст. CXLVI). Але при цьому зазначалось, що злочин міг бути покараний лише в тому випадку, якщо все відбувалось в тому місці, де цирульник мав виконувати свою роботу. У випадку, якщо це сталось у будь-якому іншому «непідходящому місці», це вже вважалось карним злочином.
Окремо прописувались випадки позбавлення життя, коли звинувачуваний також вважався невинуватим. Карними вважались випадки убивства чоловіком «будь-кого за блудодіяння, здійснене з його дружиною чи дочкою». Не карались випадки, якщо вбивця був божевільним; якщо вбивство сталось під час затримання злочинця; та вбивство злодія вночі у себе вдома (ст. CL).
Малолітні злочинці (у віці до 14 років), зокрема злодії, не могли бути засуджені на страту, їх могли піддати лише тілесним покаранням. Але існувало застереження, що у випадку виявлення обтяжуючих обставин, коли «злісність компенсувала нестачу віку» суддя і шеффени могли призначити малолітньому злочинцю навіть смертну кару (ст. CLXIV).
Злодіїв могли випустити на волю, якщо пограбування було здійснено «за прямою голодною потребою». При цьому позивач, що висунув проти злодія звинувачення, не мав «відповідати перед ним за висунуте з цього приводу звинувачення» (ст. CLXVI).
Крадіжка розподілялась на кілька видів:
1. нікчемна (дрібна) крадіжка, скоєна таємно (ст. CLVII);
2. більш тяжка крадіжка, скоєна вперше відкрито (ст. CLVIII);
3. більш тяжка небезпечна крадіжка, скоєна шляхом вторгнення чи зруду (ст. CLIX);
4. повторна крадіжка (ст. CLXI);
5. крадіжка втретє (ст. CLXII).

Залежно від виду крадіжки та від статусу людини, що її скоїла визначалось покарання. Знатним людям призначалось більш легке покарання, оскільки вважалось, що щодо них «можна сподіватись на виправлення».
В Кароліні окремо було прописано положення, відповідно до якого судді не мали брати ніякої винагороди за покарання злочинця. Судді, що чинили всупереч даній вимозі, прирівнювались до ката (ст. CCV).
В Укладенні було зроблено спробу викорінити звичай конфісковувати украдене чи награбоване майно на користь місцевої влади, а не повертати його тим, у кого його було украдено чи награбовано (ст. CCXVIII).
Всім кримінальним судам наказувалось у всіх складних випадках, випадках, що викликають сумніви, звертатись до вищих судів, до законознавців, де вони могли «отримати настанову з найменшими витратами». Підкреслювалось, що слід докласти всіх зусиль, щоб покарання відбували тільки винні. Невігластво судді, що виніс несправедливий вирок, не слугувало йому виправданням (ст. CCXIX).

## Значення Кароліни
Кримінальне Укладення Карла V сильно відрізнялось від попередніх кодексів.
Основні положення такі:
1. давалось чітке визначення злочину та відповідного йому покарання;
2. вводився принцип: злочином є те, що закріплено в законі;
3. визначалась точна кількість свідків, за якої злочин вважався доведеним (не менше двох);
4. регламентувались покарання стосовно малолітніх злочинців;
5. було прописано систему судочинства;
6. закріплялись вимоги проведення тортур й отримання зізнань від звинувачуваного;
7. вводилась вимога до суддів керуватись у своїх рішеннях Укладенням.

Кароліна сильно вплинула на кримінальне законодавство подальшого часу. Норми Кароліни стали загально німецьким надбанням й мали керівне значення до кінця XVIII століття.
Успіху Кароліни, окрім живучості її змісту, сприяли точність термінології й визначеність юридичних положень. «Я не знаю у всьому XVIII столітті жодного німецького закону, який відносно точності та сили висловлення міг би зрівнятись із кримінальним Укладенням Карла V». Вся кримінально-юридична література XVI—XVIII століть тримається виключно на підґрунті позитивного права, створеного Кароліною, та проявляється у вигляді численних коментарів до цього кодексу.

## Видання
Видання Кароліни:
- J. Се. Koch, «Hals — oder peinliche Gerichtsordnung Karl's V» (1769);
- R. Schmidt, «Kaiser Karl's V peinl. Gerichtsordnung» (1826).

У 1842 році вийшло синоптичне видання H.Zöpfl'я, що містить в собі як текст Бранденбурзького укладення (Bambergensis), так і Кароліни, доповненої текстом проектів 1521 та 1529 років (останнє видання 1883 року).
Також радянське видання:
- Каролина. Уголовно-судебное уложение Карла V. Перевод, предисловие и примечания заслуженного деятеля науки Казахской ССР проф. С. Я. Булатова. — Алма-Ата: Наука, 1967.

Видання з історії Кароліни:
- Malblank, «Geschichte der peinl. Gerichtsordnung Kaiser Karl's V» (1783);
- С. G. Waechter, «Ad historiam constitutionis criminalis Carolinae symbolarum» (1835);
- Gütterbock, «Die Entstehungsgeschichte der Carolina» (1876);
- Brunnemeister, «Die Quellen der Bambergensis» (1879);
- Hermann, «Johann Freiherr zu Schwarzenberg» (1841);
- Zöpfl, «Das alte Bamberger Recht als Quelle der Carolina» (1839);
- Hälschner, «Preussisches Strafrecht» (1855, I).